# Exchange Student Zero
Exchange Student Zero (en Latinoamérica como Estudiante de Intercambio) es una película australiana animada de televisión, estrenada el 16 de diciembre de 2012 en Cartoon Network. La película en Latinoamérica fue estrenada el 5 de enero de 2014.
Creada por Bruce Kane con Maurice Argiro y producida por Bogan Entertainment, en asociación con Cartoon Network Asia, es la primera producción de animación local hecha para ser encargada por el canal. Rove McManus hace las voces de los cinco personajes de la película.
Se anunció una serie de televisión basada en la película, siendo como el primer show de Cartoon Network producido en Australia, donde los dos creadores originales se une Patrick Crawley. Se estrenó en la región Asia-Pacífico, el 26 de septiembre de 2015.

## Trama
La historia cuenta de 2 chicos que son fanáticos de un juego de cartas basados en un anime, pero por alguna razón Hiro, uno de los personajes del juego es traído a la vida y los chicos deciden llevar a Hiro al colegio, donde lo presentan como un estudiante de intercambio de Japón. 
Pero cuando los chicos deciden llevarlo de vuelta al mundo donde vive, algo sale mal y otros personajes del juego cobran vida y se forma el desastre. Hiro y los 2 chicos llamados John y Max enfrentaran muchos desafíos y confusiones para así librar al planeta de este problema.

## Personajes y Doblaje
| Personaje                             | Actor original (Australia) | Actor en doblaje (Colombia) |
| ------------------------------------- | -------------------------- | --------------------------- |
| Hiro                                  | Rove McManus               | Didier Rojas                |
| John Stitt                            | Rove McManus               | Bernardo Mayorga            |
| Anthony Kevin Jeremy Sandoval Salinas | Rove McManus               | ¿Jorge Solórzano?           |
| Lionel Stitt                          | Rove McManus               | Oscar Javier Cuesta         |
| Charity Stitt                         | Kate McLennan              | Shirley Marulanda           |
| Flor de Durazno Feliz                 | Marg Downey                | ¿Rocío Bermúdez?            |
| Peg Stitt                             | Marg Downey                | Nancy Cortez                |
| Lucinda                               | Natalie Bond               | Rocío Bermúdez              |
| Denmead                               | Dee Bradley Baker          | Leonardo Salas              |
| Avere                                 | Candi Milo                 | Rocío Bermúdez              |
| Reina de Karuta                       | Candi Milo                 | Shirley Marulanda           |
| Reina de Blackyard                    | Candi Milo                 | Nancy Cortez                |
| Entrenador Entrenador                 | Rove McManus               | Jorge Solórzano             |
| Leroy                                 | Edwin Kane                 | ¿Diana Jaramillo?           |
| Director Rogerson                     | Scott Edgar                | Harold Leal                 |
| Rey de Blackyard                      | Mark Hamill                | Jorge Solórzano             |
| Rey de Karuta                         | Mark Hamill                | Omar Barrera                |
| "Sargento" Sloane                     | Jon Von Goes               | Omar Barrera                |